# Grebo (musica)
Il grebo è un sottogenere musicale nato come variante del rock alternativo. Nata nelle Midlands Occidentali inglesi, la scena grebo ebbe breve durata e durò dalla fine degli anni ottanta fino agli inizi del decennio seguente.
Gli artisti grebo combinano "riff di chitarra heavy metal, ritmi electro dance, campionamenti e cantato rap" citando la psichedelia. Questi erano soliti portare capelli lunghi o completamente rasati, giubbotti di cuoio, pantaloni militari o pantaloncini larghi.
Fra i musicisti grebo si contano i Pop Will Eat Itself, considerati i portabandiera della corrente, i Gaye Bykers on Acid, i Crazyhead e i Carter the Unstoppable Sex Machine.